# Schönau-Berzdorf auf dem Eigen
Schönau-Berzdorf auf dem Eigen (hornolužickosrbsky Sunow-Bartono) je obec v Horní Lužici v německé spolkové zemi Sasko. Nachází se v zemském okrese Zhořelec a má přibližně 1 500 obyvatel. Leží ve východní části okresu 9 km jihozápadně od Görlitz a 15 km východně od Löbau. Spolková silnice B96 a hranice Polska probíhají východně od obce. Obec leží u Berzdorfer See, zatopeného hnědouhelného lomu.

### Externí odkazy

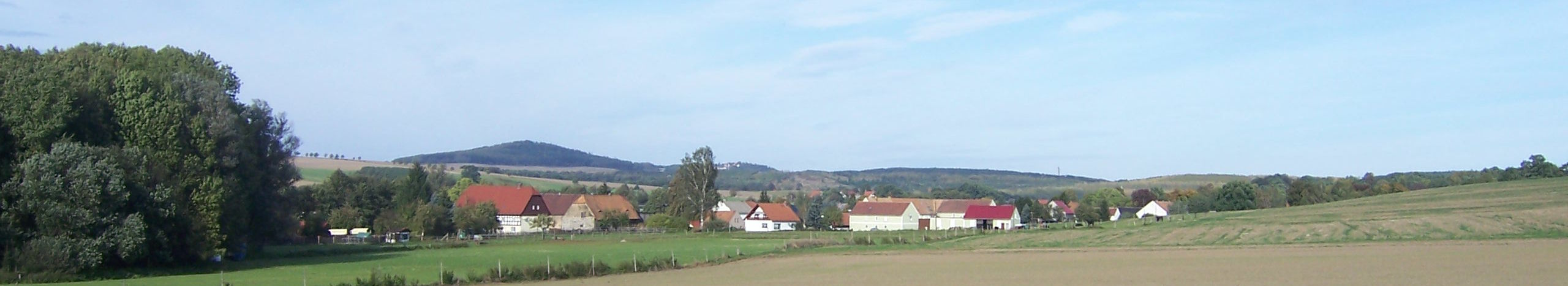
Panoramatický pohled na obec

## Správní členění
Schönau-Berzdorf auf dem Eigen se dělí na dvě místní části:
- Kiesdorf auf dem Eigen
- Schönau-Berzdorf auf dem Eigen